# Grotta dell'Acqua Bianca
La grotta dell'Acqua Bianca (o Ferrera) è una grotta situata nel comune di Mandello del Lario.

## Descrizione
La grotta è stata sede sacra in origine, e successivamente è divenuta un sito di estrazione mineraria nell'età antica e medievale. Ma non fu più attuata nessuna attività estrattiva dopo il XVI secolo. La tecnica di coltivazione della miniera in ogni caso sembra indicare un periodo di sfruttamento riconducibile all’età antica o medievale.
Sul lato opposto della Valle si apre la Ferrera di Valdevilla, detta anche Grotta del Pallone; negli anni si è cercata una connessione percorribile tra le due grotte.